# Epsilon Muscae
Epsilon Muscae (ε Muscae, förkortad Epsilon Mus, ε Mus), som är stjärnans Bayer-beteckning, är en ensam stjärna i mellersta delen av stjärnbilden Flugan. Den har en genomsnittlig skenbar magnitud av 4,06 och är synlig för blotta ögat där ljusföroreningar ej förekommer. Baserat på parallaxmätning inom Hipparcosuppdraget på ca 10,0 mas, beräknas den befinna sig på ett avstånd av ca 300 ljusår (92 parsek) från solen. Stjärnan ligger på ungefär samma avstånd som stjärngruppen Lower Centaurus Crux som tillhör Scorpius-Centaurus-associationen, men den rör sig mycket snabbare, med ca 100 km/s, och tillhör inte gruppen.

## Egenskaper
Gamma Muscae är en röd till orange jättestjärna  av spektralklass M4 III. Den har en radie som är ca 31 gånger solens radie och en effektiv temperatur på ca 3 800 K.
Epsilon Muscae är en halvregelbunden variabel av SRB-typ. Den varierar mellan skenbar magnitud +3,99 och 4,31 med en genomsnittlig periodicitet av 0,162 dygn.